# دولورس هايدن
دولورس هايدن (بالإنجليزية: Dolores Hayden) هي مهندسة معمارية ومؤرخة أمريكية، ولدت في 1945.

## وصلات خارجية
- الموقع الرسمي